# Мадсен, Ларс
Ларс Йёрген Мадсен (дат. Lars Jørgen Madsen; 19 июля 1871, Бельдринге — 1 апреля 1925, Харридслев) — датский стрелок, дважды чемпион и призёр летних Олимпийских игр и трёхкратный чемпион мира.

## Летние Олимпийские игры 1900
На летних Олимпийских играх 1900 в Париже Мадсен участвовал в соревнованиях по стрельбе из винтовки. В одиночном соревновании стоя он занял первое место с 305 очками, выиграв свою первую золотую медаль, с колена 8-ю позицию с 299 баллами, и лёжа 16-е место с 301 очками. В стрельбе из трёх позиций, в которой все ранее набранные очки складывались, он стал 5-м. В командном соревновании его сборная стала четвёртой.

## Летние Олимпийские игры 1908
На Играх в Лондоне Мадсен участвовал только в двух дисциплинах. Он занял 14-е место в стрельбе из винтовки с трёх позиций и четвёртое в аналогичном соревновании среди команд.

## Летние Олимпийские игры 1912
На Играх 1912 в Стокгольме Мадсен смог выиграть две медали — серебряную в стрельбе из винтовки с трёх позиций на 300 метров и бронзовую в командном состязании. Он также занимал пятое место в командной стрельбе из малокалиберной винтовки, восьмое в стрельбе из винтовки среди команд и четырнадцатое в пистолетной дисциплине на 50 метров.

## Летние Олимпийские игры 1920
На Играх 1920 в Антверпене Мадсен соревновался в 11 дисциплинах, из них пять командных. Он стал чемпионом в стрельбе из армейской винтовки среди команд стоя на 300 метров и получил серебряную награду в таком же индивидуальном соревновании. В остальных стрелковых состязаниях он не получил медалей.

## Летние Олимпийские игры 1924
На ещё одних Играх в Париже в 1924 году Мадсен участвовал в трёх состязаниях. Он стал шестым в командной стрельбе из винтовки и 24-м сразу в двух соревнованиях — в стрельбе из винтовки лёжа на 50 метров и на 600 метров.

## Чемпионаты мира
Мадсен участвовал на чемпионатах мира с 1899 по 1924. В итоге он выиграл три золотые медали, три серебряные и семь бронзовых.